# Xã Goshen, Quận Stark, Illinois
Xã Goshen (tiếng Anh: Goshen Township) là một xã thuộc quận Stark, tiểu bang Illinois, Hoa Kỳ. Năm 2010, dân số của xã này là 686 người.